# أولكسندر كوفالينكو
أولكسندر كوفالينكو (بالأوكرانية: Коваленко Олександр Олександрович)‏ هو حكم كرة قدم ولاعب كرة قدم أوكراني في مركز الوسط، ولد في 24 مارس 1976 في باخموت في أوكرانيا، وتوفي في 21 ديسمبر 2010 في دنيبرو في أوكرانيا بسبب سقوط. شارك مع منتخب أوكرانيا تحت 21 سنة لكرة القدم. أما مع النوادي، فقد لعب مع شاختار دونيتسك وميتالورغ دونيتسك ونادي دنيبرو دنيبروبتروفسك.

## وصلات خارجية
- أولكسندر كوفالينكو على موقع اتحاد أوكرانيا (الإنجليزية)
- أولكسندر كوفالينكو على موقع قاعدة بيانات كرة القدم.إي يو (الإنجليزية)